# Macroscelides
Macroscelides — рід комахоїдних ссавців родини стрибунцевих (Macroscelididae).

## Поширення
Представники роду поширені у посушливих регіонах на заході Намібії та Південно-Африканської Республіки

## Опис
Найменші представники родини. Тіло завдовжки 17-23 см, хвіст — 8-13 см. Вага тіла — 17-47 г. Моногамні. Активні після настання сутінок. Живляться насінням та комахами.

## Види
Рід включає три види:
- Macroscelides flavicaudatus
- Macroscelides micus
- Macroscelides proboscideus